# The Good Life (film)
The Good Life er en dokumentarfilm, instrueret af Eva Mulvad, der omhandler en mor og datter der er opvokset med en en stor arv, men hvor pengene nu er brugt op.

## Handling
20 euro til to uger. Det er, hvad de to kvinder, mor og datter, har at gøre godt med i Eva Mulvads sorte familieportræt fra den lille by Cascais på Portugals solkyst. Men sådan har det ikke altid været. For den danske familie var engang velhavende og overleverede en formue gennem generationer - en formue, der nu er brugt op. Den voksne datter Anne Mette er vokset op i den tro, at pengene gror på træerne, og at hun bare kan gå i banken, når hun løber tør. Men pludselig løber også bankkontoen tør, og hun må for første gang i sit lange liv overkomme det største tabu - at finde sig et job. Fortidens gyldne tider er ovre, og tilbage står slægtens to sidste aristokrater med en virkelighedssans, der er ligeså indskrumpet som deres pengepung.

## Medvirkende
- Anne Mette Beckmann, Datter
- Mette Beckmann, Mor